# Sapatão

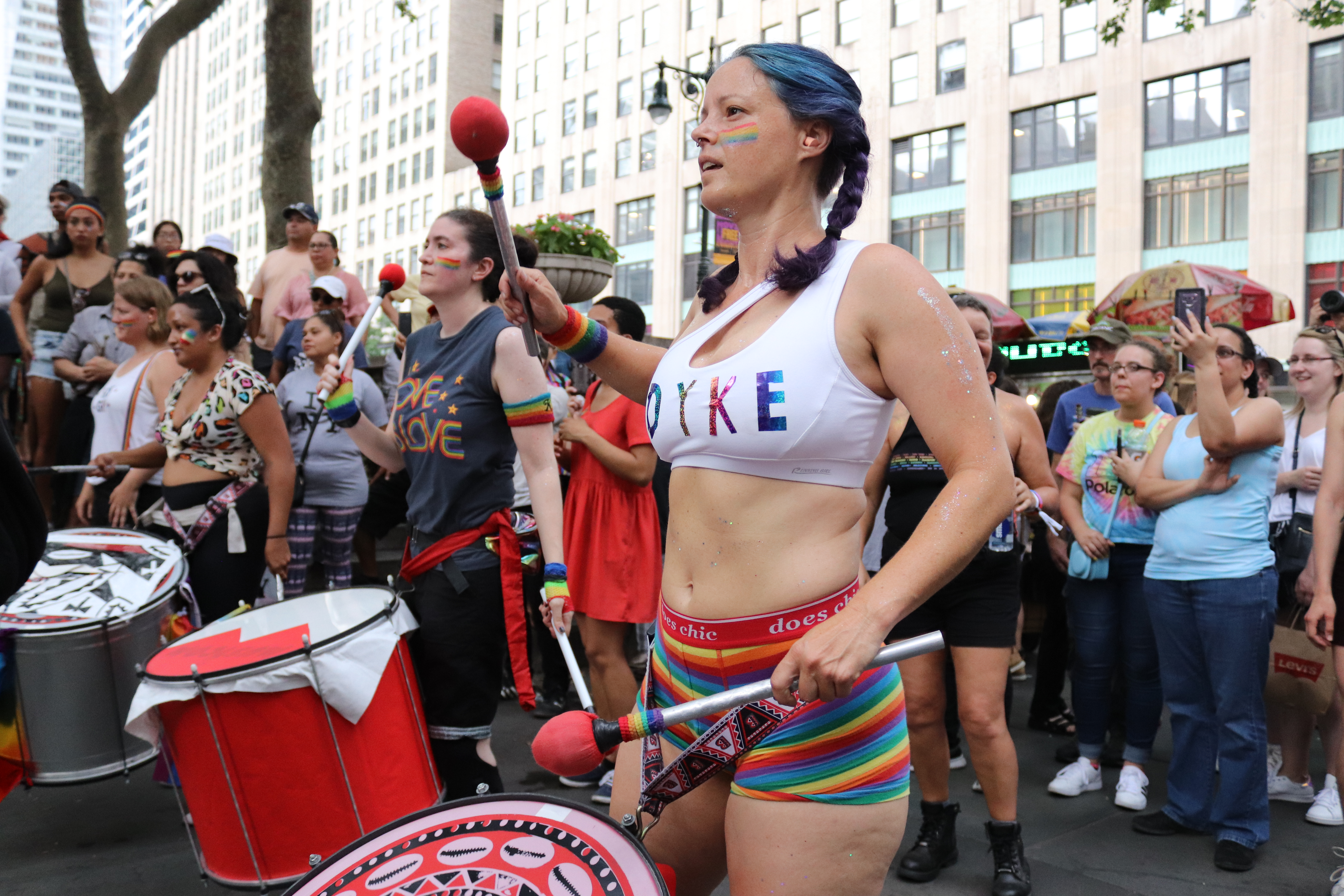
Assembléia Pré-Marcha Sapatona (2019), Nova York, EUA

Os termos sapatão, sapatona (português brasileiro) ou fufa (português europeu) são gírias ou calões usados como substantivo que significam lésbica ou sáfica e como adjetivo que descreve coisas associadas à lesbiandade e a saficidade. Originou-se como um palavrão lesbofóbico (homofóbico e misógino) para uma menina ou mulher masculinizada, butch ou andrógina. Enquanto o uso pejorativo da palavra ainda existe, o termo sapa foi reivindicado por lésbicas e sáficas fora do armário e que expressam orgulho sáfico e lésbico, implicando assertividade e resistência, ou simplesmente como sinônimo comum para lésbica/sáfica.
Em inglês, dyke é a gíria mais semelhante ao uso de sapatão, gouine em francês, sendo gouinage usado semelhante a frot, no Brasil, para uma posição sexual em que a pessoa prefere sexo sem penetração, como termo alternativo a ativo, passivo e versátil.

## História
No Brasil, a marchinha de carnaval intitulada de Maria Sapatão ajudou a difundir o termo na década de 1980, no entanto o termo terá origem dentre a década de 1920 ou 1930, quando algumas lésbicas, descartando os delicados calçados femininos, optavam por sapatos masculinos, sendo eles proporcionalmente muito grandes, acabavam sendo chamadas de sapatões.
Em Portugal, o termo pejorativo é intitulado "fufa", relacionado a mulheres homossexuais.
A frase "Sapatonas! Eu sinto longe o cheiro de couro", dita pela vilã Nazaré Tedesco, interpretada por Renata Sorrah na telenovela Senhora do Destino (2004), viralizou no milênio III. Couro faz referência aos sapatos de couro.
Em certos países colonizados por portugueses, algumas mulheres que fazem sexo com mulheres (MSM) eram deportadas para Portugal quando tiradas do armário.

## Uso
Embora sapatão e fufa sejam usados majoritariamente implicando mulheridade, monossexualidade, alossexualidade e cisgeneridade, outros grupos também reivindicam a expressão para si como identificação autônoma.
O termo vem sido adotado por pessoas trans e não-binárias também. Sapatrans é usado como um termo para descrever lésbicas trans e sáficas trans, geralmente transfemininas e travestis, entretanto alguns indivíduos transmasculinos e neutrois estão incluídos. Há também o uso de sapatransviade, usando neolinguagem em transviado. O termo sapadrão foi popularizado no TikTok.
Algumas mulheres bissexuais e pansexuais reivindicam a identidade sapa, muitas já foram chamadas de sapatão ou fufa e percebem que o termo é usado biopoliticamente, independente de sua orientação sexual. Em inglês é possível encontrar gírias específicas, como byke e bi-dyke.
A palavra sapatão é frequentemente traduzida para o inglês, seja de forma humorística ou como filtro de palavra (em inglês:  wordfilter), para big shoes, significando sapato grande em inglês.